# پودوکی
پودوکی (به چکی: Podveky) یک منطقهٔ مسکونی در جمهوری چک است که در ناحیه کوتنا هورا واقع شده‌است. پودوکی ۱۰٫۲۵ کیلومتر مربع مساحت و ۲۰۸ نفر جمعیت دارد و ۴۶۶ متر بالاتر از سطح دریا واقع شده‌است.